# Reforma constitucional argentina de 1957
La reforma de la Constitución Argentina de 1957 fue realizada durante la dictadura militar autodenominada Revolución Libertadora. La reforma convalidó la derogación por proclama militar de las reformas constitucionales de 1949, e incorporó a la Constitución Argentina un artículo nuevo conocido como artículo 14 bis referido a los derechos del trabajo. La Convención Constituyente que la realizó fue elegida en elecciones no libres, con el peronismo proscripto, rechazada por el voto en blanco de un amplio sector de la ciudadanía y cuestionada en su legitimidad por diversos sectores, disolviéndose por falta de quorum sin haber finalizado su agenda de trabajo.

## Antecedentes
La organización definitiva de la Argentina se realizó en la segunda mitad de la década de 1850, alrededor de la Constitución de 1853 -sancionada sin Buenos Aires- y la reforma constitucional de 1860, mediante la cual se formalizó el ingreso de la provincia de Buenos Aires. Dos nuevas reformas se realizaron en 1866 y 1898.

Desde 1930, cada vez fueron más numerosas las propuestas de volver a reformar la Constitución. En 1937 la Convención Nacional de la Unión Cívica Radical planteó la necesidad de reformar la Constitución. Varias provincias argentinas, habían reformado sus constituciones para incorporar las nuevas tendencias del constitucionalismo social (San Juan, Entre Ríos, Buenos Aires, etc.). En 1931 había aparecido un libro de Rafael Emiliani, titulado Bases para la reforma de la constitución argentina. En 1936, Rómulo Amadeo, publicó Hacia una nueva constitución nacional y en 1943, Roberto Podestá escribió Antecedentes y puntos de vista para una revisión constitucional. Países latinoamericanos como México (1917), Brasil (1937), Bolivia (1938) y Cuba (1940), habían sancionado nuevas constituciones con contenido social.
En 1949 se realizó una reforma constitucional que incorporó a la Constitución argentina la igualdad jurídica entre Hombres y Mujeres, los derechos de segunda generación que caracterizan al constitucionalismo social, los derechos de la ancianidad y la niñez, la función social de la propiedad y facultades para la intervención del Estado en la economía. Esta reforma fue derogada en 1956 por una proclama del dictador Pedro Eugenio Aramburu quien decidió también reimplantar la Constitución de 1853, con las reformas realizadas en 1860, 1866 y 1898.

## Contexto histórico
La reforma constitucional de 1957 se produjo durante la tercera dictadura instalada en la Argentina, desde que en 1912 se sancionó la ley del sufragio secreto. En septiembre de 1955 un golpe de Estado había derrocado al gobierno constitucional de Juan D. Perón instalando una dictadura liderada por Eduardo Lonardi. Dos meses después, un nuevo golpe de Estado, de sectores más conservadores derrocan a Lonardi y entroniza en el poder al general Pedro Eugenio Aramburu, con una línea política explícitamente antiperonista. El gobierno militar dictó el Decreto 3855/55 disolviendo el Partido Justicialista y luego el 5 de marzo de 1956 el Decreto 4161, prescribiendo el peronismo el que incluso se prohibía mencionar el nombre de Juan D. Perón, castigando a los infractores con penas de hasta seis años de prisión. De este modo se inició un largo período de proscripción del peronismo de la vida militar, pública y docente que se extendería hasta el año 1973, y que dio lugar a un movimiento opositor, muchas veces clandestino, conocido como la Resistencia peronista. Se intervino la CGT y todos los sindicatos de base, se inhabilitaron más de 150 mil ciudadanos adheridos al peronismo, delegados de fábricas y se encarcelaron cientos de dirigentes justicialistas. A mediados de octubre de 1956 Comandos Civiles atacaron los locales sindicales y peronistas. 
La nueva dictadura toma diversas medidas destinadas a reprimir a líderes y ciudadanos peronistas y dejar sin efecto las medidas tomadas durante el gobierno constitucional. En ese marco, Aramburu tomó la decisión de abolir la reforma constitucional de 1949, mediante una proclama firmada por él mismo, el vicepresidente y los ministros.El ministro de Comunicaciones de la dictadura, Luis María Ygartúa, hizo intervenir los más importantes periódicos que había controlado el gobierno peronista para «reorientar» su mensaje, colocando en ellos a civiles favorables a la dictadura.

## Derogación de la Constitución de 1949

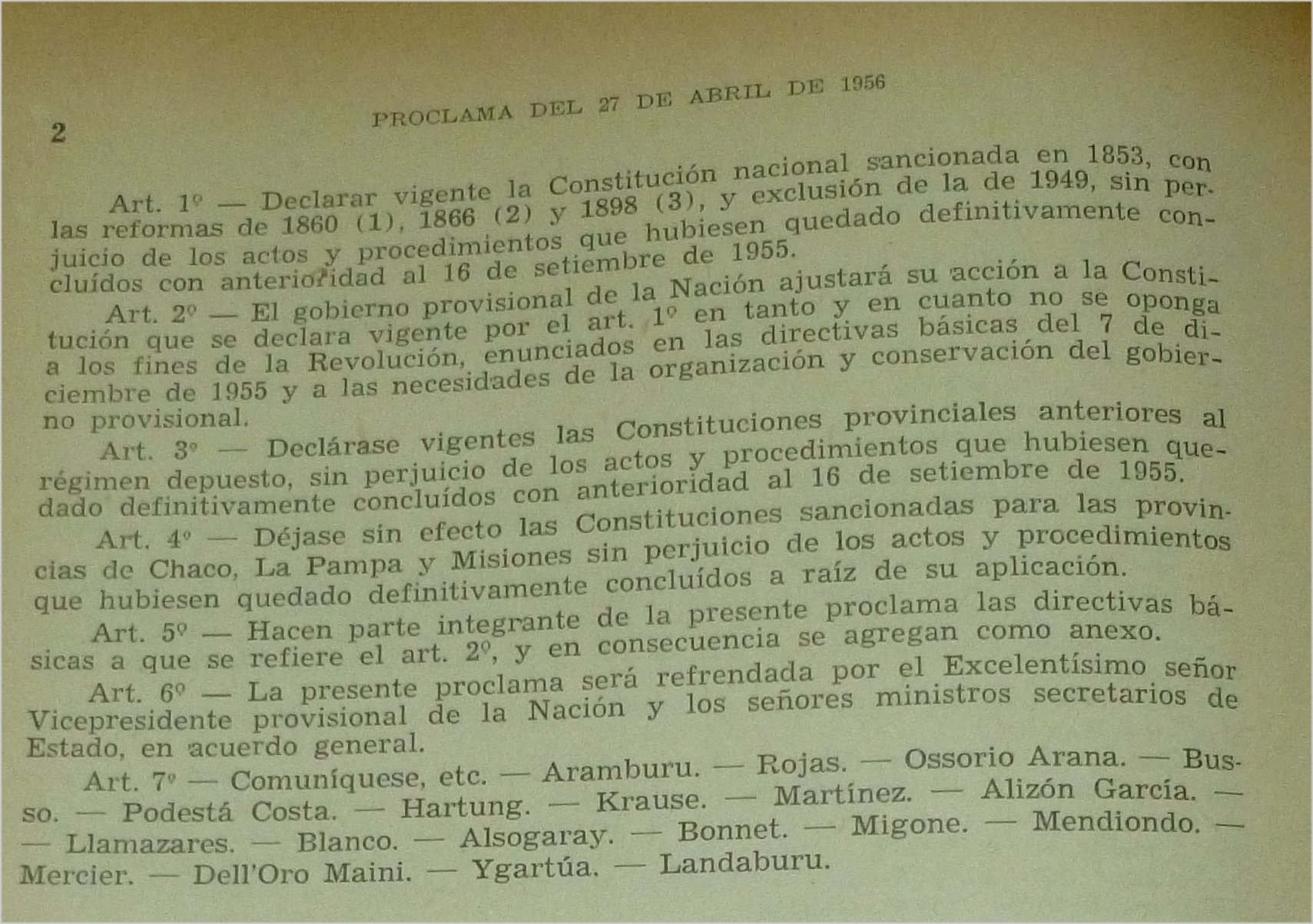
Proclama del 27 de abril de 1956 aboliendo la constitución y restableciendo el texto de 1853, con las reformas de 1860, 1866 y 1898.

Producido el golpe militar conocido como Revolución Libertadora en 1955, el presidente provisional general Eduardo Lonardi mantuvo la Constitución sin cambios. Poco después se produce un golpe palaciego, y asume el general Pedro Eugenio Aramburu que, el 27 de abril de 1956 dictó una proclama dejando sin efecto la constitución vigente e imponiendo el texto de la Constitución de 1853
El Gobierno Provisional de la Nación ajustará su acción a la Constitución que se declara vigente por el art. 1° en tanto y en cuanto no se oponga a los fines de la Revolución enunciados en las Directivas Básicas del 7 de diciembre de 1955, y a las necesidades de la organización y conservación del Gobierno Provisional. Previamente todos los integrantes de la Corte Suprema de Justicia habían sido removidos por decreto N.º 318 del 4 de octubre de 1955. La decisión de derogar por proclama la Constitución fue cuestionada por diversos sectores, debido a la imposibilidad jurídica de que se pudiera aceptar que un presidente de facto derogara una constitución e impusiera otra. La derogación de la Constitución por medio de una proclama militar, generó una crisis en la Corte Suprema que llevó a la renuncia de uno de los cinco miembros de la Corte nombrados por la dictadura, Jorge Vera Vallejo quien presentó su renuncia afirmando que si había jurado defender la Constitución de 1853 con sus modificaciones hasta la de 1949, la derogación de esta última le producía un conflicto de conciencia. La proclama militar de Aramburu derogó también las constituciones provinciales.12 de abril de 1957, por Decreto 3838/57, la dictadura militar decidió llamar a una convención impone un lapso  breve, que no puede superar los 45 días, con caducidad automática para una asamblea constituyentes.La 
Sectores de juristas y políticos han cuestionado la derogación de la Constitución de 1949 ya que en ningún caso podía admitirse que la validez de la Constitución pudiera ser establecida por un poder de facto. Tras ello la proclama militar estableció "decláranse abrogadas las reformas a la Constitución sancionadas en 1949, y sin que ello altere todos los actos jurídicos, políticos y de cualquier otra naturaleza que hubieren quedado definitivamente cumplidos durante su vigencia". 
La derogación de la Constitución de 1949 dejó sin efecto una gran cantidad de derechos y garantías, relacionados con el progreso social y económico. Entre ellos:
- el derecho de reunión (art. 26)
- la prohibición de discriminar por raza (art. 28)
- los derechos del trabajador (art. 37, I)
- la igualdad jurídica de hombre y mujer en el matrimonio (art. 37, II)
- el bien de familia (art. 37, II)
- la patria potestad compartida (art. 37, II)
- los derechos de la ancianidad (art. 37, III)
- la educación primaria obligatoria y gratuita (art. 37, IV)
- la autonomía universitaria (art. 37, IV)
- la función social de la propiedad (art. 38)
- la estatización del comercio exterior (art. 40)
- la nacionalización de los recursos mineros y energéticos (art. 40)
- la estatización de los servicios públicos (art. 40)
- el voto directo (arts. 42, 47 y 82)

## Decreto de convocatoria
El 12 de abril de 1957 el dictador Aramburu, en "ejercicio de los poderes revolucionarios", emitió el decreto 3838, llamo a modificar la constitución sistema de representación proporcional, una Convención Constituyente que debería reunirse en la ciudad de Santa Fe. Mediante dicho decreto, la dictadura estableció también los artículos y contenidos que debía examinar la convención para su reforma, imponiéndole un lapso de 45 días con caducidad automática, sorprendentemente breve para realizar la tarea. Se prohibió la participación en las elecciones del Partido Peronista.El decreto 3838 del dictador Aramburu había establecido los límites de temas y artículos a reformar, la convención debía ceñirse estrictamente a los temas aprobados por Aramburu.sEse mismo mes a través de la Junta de Defensa de la Democracia - un organismo destinado a perseguir a los comunistas, peronistas y socialistas- encabezado pornLuis María Bullrich, Andrés Bacigalupo Rosende, Juan Carlos Cruz, Reynaldo Pastor y Adolfo Sánchez Zinny decenas de partidos políticos fueron intervenidos, su personería suspendida, sus bienes incautados por la junta y sus dirigentes perseguidos y encarcelados. Organizaciones izquierdistas, incluso cancelándose la personería de los partidos Comunista, Obrero Revolucionario, Cívico, Obrero Revolucionario Trotskista y Unión Cívica Radical Junta Renovadora, Forja, otros cómo Partido socialista fue intervenido desnudandose representante del mismo a Ghioldi pese a la oposición interna que llevó a la fractura del mismo.

## Elecciones
El 28 de julio de 1957 se realizaron elecciones. La población peronista votó en blanco siguiendo las instrucciones de Perón, constituyéndose en la fuerza más numerosa y cuestionando así la representatividad de la Convención, pero ello también debilitaría a los partidos que se presentaron para cuestionar la legitimidad de la reforma constitucional.
La Convención se eligió con el peronismo proscripto. El voto en blanco resultó la principal fuerza con el 25% de los votos. 
Luego del voto en blanco, los dos partidos más votados fueron la UCRP (2,1 millones) y la UCRI (1,8 millones), pero este último obtuvo la mayor cantidad de convencionales, con 77 escaños, contra 75 del radicalismo del pueblo.Oficialmente el padrón se compone de 9.728.839 ciudadanos. Ya en oportunidad de su confección, varias publicaciones opositoras al gobierno denunciaron la prolija exclusión de electores peronistas. En aquella oportunidad las cifras de exclusiones arbitrarias fluctuaban entre los 250.000 y los 700.000. En tanto Frondizi confiesa que “por lo menos 480.000 excluidos eran peronistas”. Mayoría y otras publicaciones hacen ascender el total de los excluidos a 700.000. De este total, una inmensa mayoría es computable al peronismo puesto que las exclusiones fueron cuidadosamente estudiadas sobre zonas electorales reconocidamente como peronistas...“las cifras oficiales han sido tan fluctuantes y contradictorias, que la existencia de un ´fraude novedoso´ es innegable. No ha habido una publicación antigubernista que no denunciase el manoseo del porcentaje, aunque cada una lo interpretas de acuerdo a sus conveniencias. El mismo día de la elección, por la noche, el Ministro del Interior adelantaba que los votantes ascendían al 75%. Los resultados publicados en los días subsiguientes marcaban un elevadísimo porcentaje de abstenciones en el interior, principalmente en: Corrientes, Santa Cruz, Chaco, Formosa, Río Negro, La Pampa, etc. Estos porcentajes de abstención llegaban hasta el 70%. Súbitamente los porcentajes se invierten y el escrutinio definitivo indica que no hay provincia (salvo Misiones) que baje del 70% de concurrencia. El porcentaje medio oficial se elevó al 82,05%, y de golpe sobrepasan el 87%”....ellos mismos (en el diario Democracia del 30 de julio) cometieron el ´lapsus´ de deslizar la cifra de más de 2.300.000 a favor del voto en blanco. El secretario de redacción fue automáticamente separado de su cargo como consecuencia de esta filtración. El apoderado del Partido Comunista, Aráoz Alfaro, en la Junta Electoral fundamentó su opinión de que los votos anulados fueron computados como votos en blanco, respetando la voluntad de los electores. Pero su hipótesis no encontró eco, y arbitrariamente los votos anulados desaparecieron de los cómputos”.Hubo un alto nivel de ausentismo y votos en blanco, evidenciando el rechazo de un sector significativo de la ciudadanía hacia la reforma.
Los partidos políticos que apoyaban la reforma alcanzaron 123 bancas,[cita requerida] mientras que los partidos que estaban en contra de la reforma (UCRI, PL, PdelosT, UF) obtuvieron 82 bancas. En primer lugar, las elecciones a convencionales del 28 de julio habían arrojado un resultado nada satisfactorio para los anhelos militares. El voto en blanco, expresión del peronismo proscripto, había obtenido el primer lugar (24,3%), produciendo un éxodo masivo de convencionales.
El 30 de agosto se habían retirado los 77 miembros del bloque de la Unión Cívica Radical Intransigente, convertido en la primera bancada. El partido de Arturo Frondizi, embarcado en una guerra sorda contra la administración de Aramburu, había alegado que el tenso clima político del país inhabilitaba una reforma constitucional. Poco más tarde se retiraron también convencionales cómo Cipriano Reyes y nueve sabattinistas encabezados por Mario Roberto. Del total de 205 "convencionales" el número de participantes se redujo a 110 el primer día, cuando el mínimo para sesionar era 104.Anselmo A. Marini solicitó a la presidencia que se designara “una comisión para hacer el reglamento provisional con que se ha de regular la vida y el trámite de esta Convención”. Desde el primer día la presidencia de la convención prohibió las manifestaciones desde las barras porque obligaban a interrumpir los discursos y en consecuencia Rodolfo Weidmann pidió “que se desaloje a los empleados públicos ubicados en la barra”.
jujeño Ricardo Ovando, centró la atención en el artículo que sólo reconocía atribuciones al Congreso para convocar a reformas constitucionales y lo leyó:
“La Constitución puede reformarse en todo o en cualquiera de sus partes. La necesidad de reforma debe ser declarada por el Congreso con el voto de las dos terceras partes, al menos, de sus miembros, pero  no se efectuará sino por una Convención convocada al efecto”.
Aldo Tessio (UCR) fue el primer orador y recordó que los fines de la convención eran legitimar el golpe de Estado y al gobierno previsional “el 27 de octubre de 1956 el gobierno provisional de la Nación anunciaba desde la ciudad de Tucumán, que era el propósito del gobierno provisional realizar la reforma constitucional para que esta Carta se remozara en el andamiaje de toda su existencia.”
El resultado fue el siguiente:
| Elecciones para constituyentes de 1957 |           |       |        |
| Partido | Votos     | %     | Bancas |
| Total | 8.703.322 | 100   | 205    |
| En blanco | 2.115.861 | 24,31 |        |
| Unión Cívica Radical del Pueblo (UCRP) | 2.106.524 | 24,20 | 75     |
| Unión Cívica Radical Intransigente (UCRI) | 1.847.603 | 21,23 | 77     |
| Partido Socialista (PS) | 525.721   | 6,01  | 12     |
| Partido Demócrata Cristiano (PDC) | 420.606   | 4,83  | 8      |
| Demócrata (PD) | 333.749   | 3,83  | 7      |
| Partido Demócrata Progresista (PDP) | 263.805   | 3,03  | 5      |
| Partido Comunista (PC) | 228.821   | 2,63  | 3      |
| Unión Federal (UF) | 159.177   | 1,83  | 1      |
| Partido Laborista (PL) | 93.172    | 1,07  | 3      |
| Partido Cívico Independiente (PCI) | 86.441    | 0,99  | 1      |
| Partido Conservador* | 76.976    | 0,88  | 1      |
| Partido de los Trabajadores (PT) | 58.312    | 0,67  | 1      |
| Partido Liberal de Corrientes* | 47.862    | 0,55  | 2      |
| Demócrata Autonomista Conservador Popular (Corrientes) | 40.269    | 0,46  | 1      |
| UCR-Bloquista (San Juan) | 30.461    | 0,35  | 2      |
| Partido Demócrata Conservador Popular (Chaco, Jujuy y Tucumán)* | 25.036    | 0,28  | 1      |
| Partido Demócrata Liberal (San Luis y Tucumán)* | 24.206    | 0,28  | 2      |
| Unión Provincial (Salta)* | 11.265    | 0,13  | 1      |
| Partido Demócrata Conservador Popular/Partido Demócrata (Catamarca)* | 9.689     | 0,11  | 1      |
| Fuentes: La Nación, Melon Pirro. Edgardo Manara. * Estos partidos provinciales, identificados con el conservadorismo, formaron en la Convención el Bloque Demócrata de Centro, totalizando 8 bancas. |           |       |        |

## La Convención

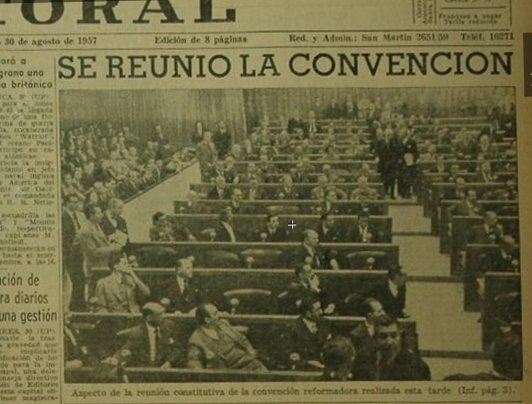
Primera plana del diario El Litoral de Santa Fe del día 30 de agosto de 1957.

La Convención Constituyente se reunió en la Ciudad de Santa Fe y comenzó a sesionar el 30 de agosto de 1957 y se disolvió el 25 de octubre sin finalizar la agenda de trabajo, cuando se quedó sin cuórum, debido al retiro de la misma de once convencionales conservadores.
Su actividad estuvo centrada en cinco acontecimientos: a) los planteos de nulidad de la Convención; b) la ratificación de la Constitución de 1853; c) contenido de las reformas; d) el dictamen de la comisión revisora; e) sanción del art. 14 bis y referencia sobre el Código de Trabajo.

### Planteo de nulidad y retiro de convencionales

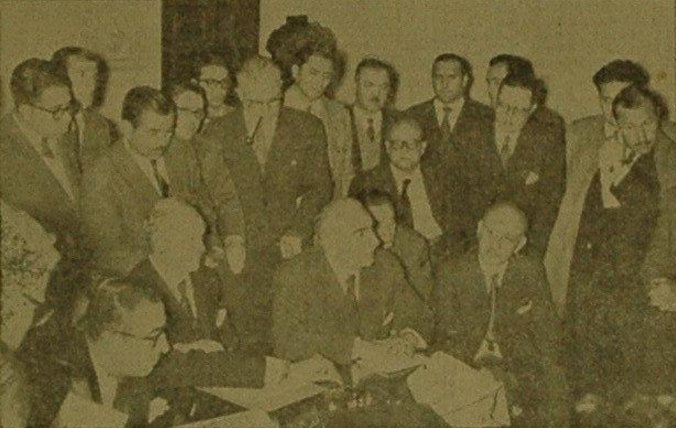
El bloque de la UCRI encabezado por Oscar Alende explica a la prensa las razones de su impugnación a la Convención Constituyente y su retiro.

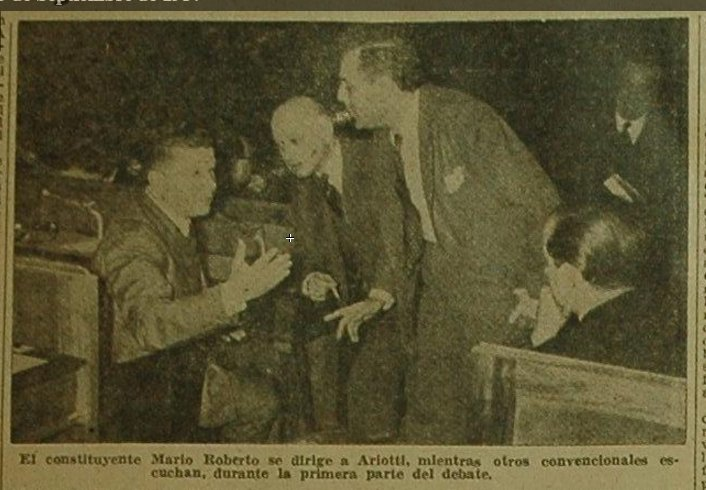
El radical del pueblo Mario Roberto (de pie) increpa al convencional Enrique E. Ariotti, de la Unión Federal de Salta, durante la impugnación de este último de la validez de la Convención.

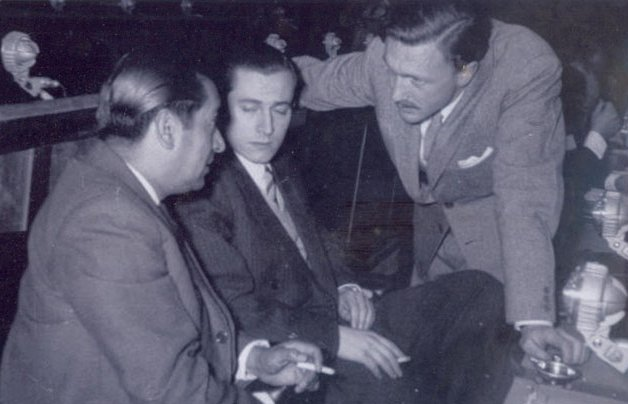
De izquierda a derecha: los convencionales Ricardo Ovando (Partido Laborista) y Juan Carlos Deghi (Partido de los Trabajadores), y Guillermo Estévez Boero (asesor Partido de los Trabajadores), mientras esos dos partidos realizaban sus impugnaciones contra la validez de la Convención.

El primer día el 30 de octubre, el bloque de la UCRI presidido por Oscar Alende, se dirigió a la Convención impugnando su validez, debido al hecho de que no había sido convocada por el Congreso Nacional, tal como lo establece la Constitución. El bloque del radicalismo intransigente había discutido internamente hasta horas antes la postura a adoptar en la Convención. El presidente del partido, Arturo Frondizi, sostenía a través de Oscar López Serrot, que había que plantear la nulidad de la Convención pero no retirarse de la misma, para evitar que quedara en manos de los partidos cercanos a la dictadura. Alende, por el contrario, sostenía que los convencionales de la UCRI no debían siquiera asumir sus cargos, retirándose de la Convención inmediatamente después de sostener la postura de nulidad de la misma. El bloque rechazó la estrategia de Frondizi y aprobó la de Alende.
Cuando los miembros de la UCRI encabezados por Alende y López Serrot, se hicieron presentes y explicaron su postura, se produjo un escándalo con escenas de pugilato. Las autoridades de la Convención finalmente no le permitieron a Oscar Alende, ni a los demás miembros de la UCRI, explicar su punto de vista, sosteniendo que primero debían aceptar sus cargos como convencionales constituyentes, lo que de por sí significaba aceptar la validez de la Convención cuya nulidad postulaban. En un ambiente tumultuoso Alende llegó a explicar que “el poder de facto ha ido en este caso constitucional más allá de sus facultades, y que cae en el vicio de usurpación. Durante los hechos se destacó la postura confrontativa del socialista Alfredo Palacios, señalando con el dedo a Alende y exigiéndole que "se callara la boca". La UCRI se retiró entonces denunciando que no le habían permitido expresarse. Poco después, el 3 de septiembre, sucedería lo mismo con el convencional Enrique E. Ariotti de la Unión Federal Demócrata Cristiana, a quien tampoco se le permitió explicar su impugnación a la Convención sin prestar antes juramento, hecho que de por sí significaba reconocer la Convención. Tampoco se incorporaron a la asamblea los dos convencionales del partido Demócrata Autonomista Conservador Popular de Corrientes. Finalmente, sólo 125 convencionales, de los 205 elegidos, se registrarían en la Convención.En tanto Juan Carlos Deghidenunció su ilegitimidad y sostuvo la vigencia de la Constitución de 1949, tras ellos abandono la convención en medio de empujones, tras ello sería arrestado.
Los convencionales restantes procedieron luego a aprobar el reglamento interno y debatir las impugnaciones y la validez de la Convención hasta el 20 de septiembre.
En ese período expusieron las impugnaciones los convencionales del Partido Laborista (Cipriano Reyes, Ricardo Ovando y Luis V. Giacosa) y del Partido de los Trabajadores (Juan Carlos Deghi). Ambos partidos negaban la legitimidad de la Convención y exigían respetar la vigencia de la Constitución de 1949. El argumento básico que utilizaron es que un presidente de facto no tiene facultades para derogar una Constitución, ni para declarar la necesidad de su reforma. Señalan el carácter antidemocrático de impedir la representación del electorado peronista. Denuncian que el verdadero objetivo de la Convención es convalidar el retorno a la Constitución de 1853 y eliminar definitivamente los derechos sociales y económicos establecidos por la Constitución de 1949.
El laborista jujeño Ricardo Ovando, centró la atención en el artículo que sólo reconocía atribuciones al Congreso para convocar a reformas constitucionales: 

La Constitución puede reformarse en todo o en cualquiera de sus partes. La necesidad de reforma debe ser declarada por el Congreso con el voto de las dos terceras partes, al menos, de sus miembros, pero no se efectuará sino por una Convención convocada al efecto, contraponiendo a la reforma llamada a través de proclamas militares hechas por un gobierno de facto, que tomo el poder por la fuerza.
Ricardo Ovando

El laborista salteño Luis Victorio Giacosa dijo:

Soy solamente un hombre de pueblo, y en homenaje a este monumento del legalismo argentino, quiero hacer un acto de contrición ante esta farsa. De la bancada conservadora algunos de sus representantes violaron en repetidas oportunidades el texto constitucional de 1853; y también creo, en cuanto a la bancada radical, que lo han violado repetidas veces y ahora lo reconocen.
Luis Victorio Giacosa.

Juan Carlos Deghi negó que la Revolución Libertadora fuera un "gobierno revolucionario" y lo definió como "poder usurpador", exigiendo que se declarara vigente la reforma constitucional de 1949. Al ser rechazada su postura se retiró de la Convención diciendo:

El artículo 30 de la Constitución Nacional y el 21 de la reforma de 1949 es inviolable. No se ha cumplido el requisito de la declaración del Congreso. Por lo tanto la validez de nuestros títulos está jurídicamente cuestionada. La mayoría del pueblo argentino, la clase trabajadora de la Nación misma, están ausentes de este debate y en cumplimiento del mandato que he recibido de mi partido procedo a hacer abandono de mi banca.
Juan Carlos Deghi

La UCRP (Laurencena, Jaureguiberry), y los partidos Socialista (Alfredo Palacios, Nicolás Repeto, Américo Ghioldi, Teodoro Bronzini), Demócrata Progresista (Luciano Molinas), Demócrata Cristiano (José Antonio Allende, José Amado, Lucas Ayarragaray, Luis M. Duarte, Juan T. Lewis, Miguel A. Nessa Boeri, Horacio J. Peña y Juan C. Ricci) y[cita requerida] los partidos conservadores (Luis M. Otero Monsegur, Emilio Hardoy), argumentaron a favor de la legalidad de la Convención Constituyente. Palacios recurrió al "derecho de revolución" y a la doctrina de los gobiernos de facto.
Al rechazarse las impugnaciones el 23 de septiembre, los cuatro convencionales (Reyes, Ovando, Giacosa y Deghi) se retiraron de la convención. Luego de que la UCRI y los partidos contrarios a la reforma se retiraron, la Convención quedó con un quorum muy estrecho, de 121 convencionales, cuando el mínimo para sesionar era 104.

### Declaración de vigencia de la Constitución de 1853

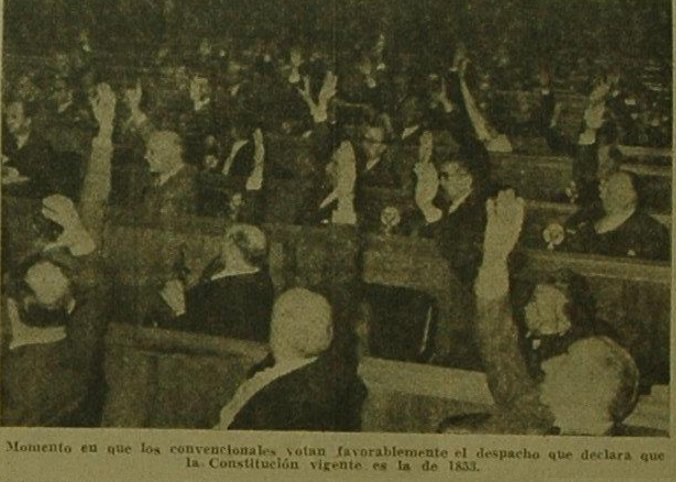
23 de septiembre: la Convención declara que la Constitución de 1853 se encuentra vigente.

La Convención debía comenzar a funcionar en Buenos Aires en agosto de ese año sin embargo el tenso clima y las crecientes protestas contra la proscripción política llevaron a Aramburu a buscar una ciudad más alejada de la Capital, tras intentar reunión preparatoria en La Plata está debió ser cancelada debido a varios disturbios, las reuniones se pospusieron hasta el mes de septiembre,  39 de los convencionales electos perdieron sus credenciales antes de iniciar las sesiones por "no adherirse a los principios de la revolución de 1955".Las sesiones comenzaron el 23 de septiembre como homenaje a "la gesta de 1955", los convencionales realizaron ofrendas florales a los militares que se levantaron contra el gobierno constitucional en septiembre de 1955. Tras ello se pasó lista.
Después de que la UCRI se retirara y se rechazaran las impugnaciones a la Convención que exigían el reconocimiento de la Constitución de 1949, la asamblea pasó a tratar la cuestión del efecto de la proclama del dictador Aramburu, restableciendo el texto constitucional de 1853, con las reformas de 1860, 1866 y 1898. Sin embargo tampoco había acuerdo entre los partidos que sostenían la vigencia de la Constitución de 1853, presentándose dos despachos. La UCRP y los conservadores sostenían que la Constitución de 1853 había comenzado a regir desde la proclama de Aramburu del 27 de abril de 1956, y que la Convención sólo debía ratificar su vigencia. Otro sector, en el que se encontraban los partidos Socialista y Demócrata Progresista, sostenía que el gobierno de facto no tenía facultades para establecer la Constitución y que el país se encontraba en ese momento sin Constitución, el 23 de septiembre dictó su primera norma rechazando las impugnaciones y "declarando" que la Constitución de 1853 se encontraba vigente:

La Honorable Convención resuelve:

1°) Rechazar las impugnaciones formuladas y declarar la validez del mandato de cada uno de los señores convencionales incorporados a esta Honorable Convención y, consecuentemente, la legitimidad de la misma;
2°) Declarar que la Constitución Nacional que rige es la de 1853, con las reformas de 1860, 1866, 1898 y exclusión de la de 1949, sin perjuicio de los actos que hubiesen quedado definitivamente concluidos durante la vigencia de esta última.
3°) Comuníquese a quien corresponda, publíquese y archívese.

### Contenido de las reformas
El mismo 23 de septiembre la Convención aprobó el despacho estableciendo los artículos y temas a reformar, repitiendo el Decreto 3838 del general Aramburu:

...considerar necesarias únicamente las reformas que se relacionan con la Constitución de 1853 y sus modificaciones de 1860, 1866 y 1898, en los siguientes artículos: 4º, 5º, 6º, 14º, 16º, 18º, 23º, 32º, 37º, 45º, 46º, 51º, 53º, 55º, 57º, 63º, 67º (incisos 1º, 2º y 26º), 77º, 81º, 82º, 83º, 84º, 85º, 86º (incisos 1º, 5º, 10º, 11º, 19º, 22º), 87º, 94º, 99º, 100º, 101º, 108º y sus correlativos con el fin de: asegurar la libertad individual y de expresión y los derechos individuales (y) sociales; limitar las facultades del Poder Ejecutivo, inclusive en la designación y remoción de los empleados públicos; robustecer el Poder Judicial; establecer un régimen de dominio y explotación de las fuentes naturales de energía y el régimen electoral.

### Dictamen de la Comisión Revisora de la Constitución
Declarada la vigencia del texto de la Constitución de 1853, con las reformas de 1860, 1866 y 1898, la Convención reunía a 75 convencionales de la UCRP, 15 conservadores, 12 socialistas, 8 demócrata cristianos, 5 demócrata progresistas y 3 comunistas. Los distintos bloques presentaron sus proyectos de reforma, que comenzaron a ser analizados y compatibilizados. La UCRP contaba con mayoría absoluta (64%), pero el quorum era tan estrecho (12 más que el mínimo), que cualquier grupo que se retirara, era capaz de poner a la Convención al borde de la disolución, como finalmente sucedió. "En estos términos todos nos consideramos dueños del quórum", diría sobre esa situación el convencional socialista Américo Ghioldi en la sesión del 15 de octubre.
A poco andar fue visible que los acuerdos en el seno de la Comisión Revisora se orientaban a reformar profundamente el espíritu liberal de la Constitución de 1853, reinstalando incluso normas centrales de la derogada Constitución peronista, como el célebre y discutido artículo 40. El presidente de la Comisión, el radical del pueblo Ignacio Palacios Hidalgo, declaró a la prensa en esos días que:

Si el radicalismo no realiza ahora la gran reforma reclamada desde su origen, sus constituyentes se harán pasibles de la acusación de haber querido borrar el artículo 40 establecido en 1949
Ignacio Palacios Hidalgo.

El día 14 de octubre de 1957 se reiniciaron las sesiones de la Convención y la Comisión de Reformas presentó los despachos aprobados, destacándose los siguientes:
- Rentas del Estado. Precisaba los impuestos federales y el régimen de peajes. Limitaba el endeudamiento a situaciones de emergencia o utilidad nacional. Establecía los principios de igualdad, proporcionalidad y progresividad para el sistema impositivo. Regulaba la coparticipación federal voluntaria de los impuestos directos. (art. 4)
- Capital Federal. Establece que la Capital Federal debía tener un régimen municipal autónomo y elegido directamente por el pueblo. (art. 5)
- Intervención federal. Limita las facultades de intervención, atribuyéndoselas al Congreso exclusivamente, salvo casos de invasión exterior. (art. 6)
- Derechos y garantías individuales. Entre los nuevos derechos y garantías agregaba: 
  - La prohibición al PEN de expulsar a ningún habitante, argentino o extranjero. Al informar sobre el despacho el presidente de la Comisión Ricardo Lavalle declaró que "el imperio de la ley 4144 habrá terminado para siempre".[34][35]
  - El deber del Estado de asegurar "el más amplio acceso a la propiedad";
  - La función social de la propiedad;
  - Un régimen de tierras en la que el Estado debía dividir los latifundios y gravar su improductividad, prohibía enajenar la tierra pública y establecía un sistema de concesión de la misma vitalicia y hereditaria, en unidades familiares económicas, promoviendo las colonias y cooperativas;
  - La gratuidad de la educación pública en todos los niveles (primario, secundario, especial, técnico y universitario). Establecía la autonomía universitaria. (art. 14)
- Derechos sociales. Similar al aprobado artículo 14 bis, aunque con más derechos.
- Discriminación. Se incluía la prohibición de hacer diferencias por razón de "raza, color, religión, opinión o creencia". (art. 16)
- Economía. Incluía un artículo nuevo inspirado en el art. 40 de la Constitución peronista, tomando incluso frase textuales del mismo. Luciano Molinas de la democracia progresista, explicó en el debate que el texto del artículo aspiraba a tomar en cuenta los reclamos de "los que están representados en estas bancas y los que de afuera nos combaten".[36] El artículo proyectado decía:

Toda actividad económica se organizará conforme a la libre iniciativa privada, siempre que no tenga como fin ostensible o encubierto dominar los mercados nacionales, disminuir la libre competencia o aumentar usurariamente los beneficios. En estos casos el Estado nacional o provincial podrá intervenir, coordinar y/o regular determinada actividad, mediante un ordenamiento legal apropiado en cuya dirección se encuentren representados los usuarios, productores, obreros, técnicos, empleados, consumidores y el propio Estado. Los servicios públicos pertenecen originariamente al Estado no pudiendo ser enajenados ni concedidos para su explotación, salvo los otorgados a cooperativas, y los relativos al transporte aéreo y automotor quedando en estos casos siempre abierto el derecho de reversión para el Estado. La expropiación de bienes afectados a servicios públicos, aun cuando fueran extranjeros y no obstante cualquier disposición en contrario que tengan los contratos, se rigen por la ley nacional y sobre ellos corresponde la jurisdicción federal. En la valuación de los bienes de las empresas concesionarias de servicios públicos que se expropien se fijará una indemnización que se establecerá teniendo en cuenta conjuntamente su costo original y efectivo, y el valor real de los bienes, deducidas las amortizaciones realizadas. En ningún caso se aplicará el criterio de valuación según el costo de reproducción. La Nación fomentará el cooperativismo como medio de asegurar la solidaridad social en el manejo de la producción y el consumo. La ley no tendrá efecto retroactivo ni perjudicará el derecho adquirido por cosa juzgada.
Artículo nuevo proyectado.

- Energía. En materia de fuentes energéticas la Convención también elaboró un artículo inspirado en la Constitución peronista. Establecía la propiedad estatal (nacional o provincial) de las caídas de agua, yacimientos de petróleo, carbón, gas, elementos nucleares y demás fuentes naturales de energía, con excepción de los vegetales. Prohibía las concesiones privadas. Distribuía las facultades y derechos de la Nación y las provincias. (artículo nuevo) En varias ocasiones a lo largo de los debates se declaró que "el petróleo" era uno de los temas cruciales de la Convención.[37][38]

- Garantías procesales. Creaba un registro público de detenidos, limitaba la incomunicación del detenido a 24 horas, ponía un plazo no mayor a dos meses para terminar el sumario de investigación penal, establecía la indemnización por la condena penal errónea. (artículo 18)
- Amparo. Incluía el amparo y el habeas corpus. (artículo nuevo)
- Estado de sitio. Limitaba más las facultades del Presidente para detener personas y establecía garantías para las personas detenidas en virtud del estado de sitio. (art. 23)
- Poder Legislativo. Daba estatus constitucional al voto secreto, obligatorio y universal. Establece el sistema electoral de lista incompleta para la elección de diputados. (art. 37) A los dos senadores por provincia existentes agregaba uno más para la segunda fuerza. (art. 46) Obligaba al Presidente a convocar al Senado cuando deba designar funcionarios con su acuerdo durante el receso del Congreso.(art. 55)
- Poder Ejecutivo. Limitaba el mandato del presidente a seis años, sin posibilidad de reelección.(art. 77) Establecía la elección directa por mayoría simple; establece limitaciones a ciertas personas para ser presidentes (ministros, cónyuges, parientes, contratistas del Estado.(art. 81)
- Poder Judicial. Creaba un Jurado de Enjuiciamiento para jueces, integrado por jueces de la Corte Suprema, legisladores y abogados elegidos cada año. (art. 94) Aumentaba el número de jueces de la Corte Suprema de cinco a nueve. (art. 99) Exigía que la Corte actuara en pleno para resolver causas de inconstitucionalidad.
- Tribunal de Cuentas. Establecía un Tribunal de Cuentas para controlar al Estado y las empresas estatales. (art. 67)

El plan de trabajo establecía que ese día, el presidente de la Comisión Redactora Ricardo Lavalle (UCRP) y Adolfo Rouzaut (UCRP) informarían en general sobre el despacho de la comisión; los días 16, 17 y 18 serían dedicados al capítulo de los derechos sociales e individuales; los días 21 al 25 al capítulo del federalismo y al régimen del petróleo; los días 26 y 27 al capítulo de los poderes del Estado; los días 28 al 31 al capítulo de los regímenes electoral y culturales; y del 1 de noviembre en adelante a las disposiciones transitorias y la cuestión de una amnistía general.

### Debate general sobre el dictamen de reformas
Los días 15 y 16 de octubre la Convención discutió en general sobre el dictamen de reformas. Como estaba previsto, Lavalle y Rourzat informaron en general sobre el dictamen y luego los convencionales debatieron sobre el mismo.
En el curso del debate se evidenció una fuerte oposición de los convencionales conservadores. Los conservadores se habían agrupado en dos bloques: uno del Partido Demócrata con siete miembros, y el otro llamado Bloque de Centro, que agrupaba a ocho convencionales de los partidos conservadores y liberales provinciales. Los convencionales conservadores expresaron una dura crítica al despacho de reformas, concentrándose en sus normas económicas, a las que consideró copiadas de la Constitución peronista, calificándolas de "soviéticas", "dirigistas" y "colectivistas".
El 19 de octubre una delegación indígena de la Comunidad Qom le solicitó incluir en la Constitución una reforma que tuviera en cuenta los derechos de los pueblos indígenas, particularmente con respecto a la tierra. Pese a ello la Convención no elaboró ningún proyecto que reconociera los derechos de los pueblos indígenas.

### Las reformas

#### Art. 14 bis
| Artículo 14 bis |
| "El trabajo en sus diversas formas gozará de la protección de las leyes, las que asegurarán al trabajador: condiciones dignas y equitativas de labor; jornada limitada; descanso y vacaciones pagados; retribución justa; salario mínimo vital móvil; igual remuneración por igual tarea; participación en las ganancias de las empresas, con control de la producción y colaboración en la dirección; protección contra el despido arbitrario; estabilidad del empleado público; organización sindical libre y democrática, reconocida por la simple inscripción en un registro especial. Queda garantizado a los gremios concertar convenios colectivos de trabajo; recurrir a la conciliación y al arbitraje; el derecho de huelga. Los representantes gremiales gozarán de las garantías necesarias para el cumplimiento de su gestión sindical y las relacionadas con la estabilidad de su empleo. El Estado otorgará los beneficios de la seguridad social, que tendrá carácter de integral e irrenunciable. En especial, la ley establecerá: el seguro obligatorio, que estará a cargo de entidades nacionales o provinciales con autonomía financiera y económica administradas por los interesados con participación del Estado, sin que pueda existir superposición de aportes; jubilaciones y pensiones móviles; la protección integral de la familia; la defensa del bien de familia; la compensación económica familiar y el acceso a una vivienda digna". |

Una vez que la Asamblea declaró que se encontraba en vigencia de la Constitución de 1853, resultó evidente que una parte considerable de los convencionales que permanecieron en la Asamblea, no estaba realmente interesada en producir reformas, sobre todo aquellas relacionadas con la economía, los servicios públicos y el derecho de propiedad. Varios convencionales y medios de prensa cuestionaron a la Comisión de Reforma por haber redactado un texto similar al célebre artículo 40 de la Constitución peronista, que establecía restricciones a los monopolios privados, garantizaba la propiedad pública de las fuentes de energía y establecía la obligación del Estado de prestar los servicios públicos. Antes de que se reuniera la Convención Constituyente Raúl Scalabrini Ortiz había alertado en un artículo titulado "El artículo 40 es el bastión de la República", que el objetivo inconfesado de la dictadura era eliminar el artículo 40:

Es sabido que el tero chilla en un lugar distante del nido para distraer y alejar a los que buscan sus huevos. Los huevos del tero están en el artículo 40 de la constitución argentina. Es el artículo 40 el que se quiere eliminar.
Raúl Scalabrini Ortiz

Nueve convencionales de la UCRP, pertenecientes al sector sabbatinista (Línea Córdoba), decidieron abandonar la Convención. La situación alarmó a los sectores más progresistas de los partidos que permanecían en Santa Fe, en particular al sector radical intransigente que había permanecido en la UCRP.
En esta encrucijada, Crisólogo Larralde, entonces presidente de la UCRP, se trasladó a Santa Fe el día 23 de octubre para controlar personalmente la asistencia de los convencionales radicales. Ese mismo día once de los quince constituyentes conservadores se ausentaron haciendo fracasar por falta de quorum la sesión programada para votar el artículo sobre los derechos sociales, generalizando el clima de incertidumbre sobre el futuro de la Convención. El fracaso de la sesión obligó a los bloques que apoyaban el despacho a renegociar el texto con los conservadores, quitando varios derechos (protección contra el desempleo, maternidad y menores, formación profesional, rehabilitación de los incapacitados y fomento del cooperativismo), para que se hicieran presentes al día siguiente. De ese modo se logró que un número suficiente asista a la sesión del 24 de octubre donde se votó el artículo referido a los derechos del trabajo y la seguridad social, sancionado así como artículo nuevo después del artículo 14, o artículo 14 bis.
En la elaboración del artículo 14 bis tuvo un papel destacado el convencional bonaerense Carlos Bravo, de la UCRP, autor del proyecto original y uno de los tres informantes sobre el despacho al plenario de la Convención, junto a sus correligionarios Luis María Jaureguiberry y Mario Giordano Echegoyen, este último responsable de los derechos relativos a la seguridad social. Durante el debate, Jaureguiberry definió el artículo como «una transacción de contenido histórico entre los que querían mantener la intangibilidad de la Carta del 53 en su redacción y los que deseábamos colocarnos en nuevos tiempos para no marchar a la zaga en principios de avanzada social».
El artículo 14 bis volvió a incluir en la Constitución Argentina algunos de los derechos que caracterizan al constitucionalismo social, que habían sido abolidos por la dictadura gobernante el año anterior. Fue redactado y dividido en tres párrafos: el primero trata sobre el derecho individual del trabajo, el segundo sobre el derecho colectivo del trabajo y el tercero sobre la seguridad social.

#### Art. 67 (facultades del Congreso)
Complementariamente la Convención realizó una segunda reforma, incluyendo en el artículo 67 (renumerado 75 por la reforma constitucional de 1994), referido a los códigos nacionales que debía sancionar el Congreso Nacional, la frase «y del trabajo y seguridad social», reconociendo así al poder legislativo federal la facultad de dictar leyes laborales y previsionales, algo que venía discutiéndose desde principios de siglo.

## Disolución por falta dequorum
La Convención Constituyente de 1957 dejó de funcionar por falta de quorum el 25 de octubre. La razón del retiro definitivo de gran cantidad de convencionales, fue evitar que la Convención fuera más allá de convalidar la vigencia del texto constitucional de 1853/60, que había dispuesto el general Aramburu. En ese momento los convencionales comenzaban a tratar las reformas constitucionales al texto de 1853/1860, que habían sido preparadas en las diferentes comisiones. Las mismas estaban referidas a los derechos individuales (como el derecho de reunión y la función social de la propiedad), los derechos sociales, el régimen jurídico de las fuentes de energía, el régimen electoral (como establecer el voto directo), el sistema federal, la autonomía municipal, y un nuevo equilibrio entre los poderes.
Arturo Sampay, padre de la Constitución de 1949 cuenta que:

En la Convención Constituyente de 1957, reunida en la ciudad de Santa Fe, los partidos políticos de raigambre popular intentaron restablecer la vigencia del artículo 40, pero cuando la iniciativa logró el apoyo de la mayoría de la comisión redactora, la Convención se disolvió en un santiamén, como por un conjuro luciferino del doctor Fausto.
Arturo Sampay

El 7 de octubre el Movimiento de Intransigencia Nacional, línea interna de la UCRP, tomó la decisión de que sus convencionales abandonaran la Convención Constituyente. En esa ocasión el propio líder de la corriente, Amadeo Sabattini, explicó al periodismo que realizar cualquier reforma a la Constitución durante un gobierno de facto, era "un agravio a la ciudadanía". El 16 de octubre nueve convencionales "sabattinista" abandonaron la Convención, a pesar del repudio de los restantes miembros de la UCRP. Antes de retirarse la postura del MIN fue explicitada por Mario Roberto:

Esta Convención no puede proceder a reformar la Constitución Nacional porque en este momento no representa la voluntad de la mayoría del pueblo argentino... En esto consiste la debilidad esencial de esta asamblea...
Mario Roberto

El retiro de los radicales sabattinistas dejó la Convención con 112 miembros, del total de 205 que habían sido elegidos; apenas doce más que los indispensables para formar el quorum. Alarmado por la situación, el presidente de la UCRP, Crisólogo Larralde, se trasladó hasta Villa María, Córdoba donde se entrevistó con Amadeo Sabattini, fracasando en su intento de convencer al histórico líder del radicalismo cordobés para que su sector vuelva a la Convención.
El día 21 de octubre, cuando el plenario empezó a debatir los despachos de reforma, el ausentismo llegó a su punto máximo. El cronista del diario El Litoral describe así la situación:

Ayer el número fue más reducido que nunca. Apenas una treintena en la bancada mayoritaria. La mitad de la Convención está en otras dos convenciones. La bancada del centro tuvo diez inasistencias y faltó íntegramente el bloque Cívico Independiente.

La evidencia de que existían otros convencionales radicales del pueblo dispuestos a abandonar la Convención, obligó a Larralde a trasladarse a Santa Fe el día 23 de octubre y hacerse presente en la sala de sesiones, para evitar que otros convencionales del partido se retiraran antes de finalizar las reformas. Ese mismo día once de los quince constituyentes conservadores se ausentaron haciendo fracasar por falta de quorum la sesión programada para votar el artículo sobre los derechos sociales, aumentando el clima de incertidumbre. Las negociaciones y modificaciones del despacho de la Comisión, renegociando el texto con los conservadores, permitió llegar a un acuerdo precario para que se hicieran presentes al día siguiente. De ese modo se logró que un número suficiente asista a la sesión del 24 de octubre donde se votó el artículo referido a los derechos del trabajo y la seguridad social, sancionado así como artículo nuevo después del artículo 14, conocido luego como artículo 14 bis.
Pero al día siguiente el problema se volvió a presentar y ya no habría solución posible. Doce convencionales conservadores se retiraron definitivamente y la Convención se disolvió por falta de quorum. Los doce convencionales que abandonaron la Convención y causaron su disolución fueron Luis María Otero Monsegur del Partido Cívico Independiente y once conservadores: Mariano Gómez, Emilio J. Hardoy, Emilio Jofré, Justo G. Medina, Ernesto Palomedi, Reynaldo Pastor, Manuel E. Paz, Felipe E. Ponferrada, Francisco M. Uriburu, Adolfo A. Vicchi y Ernesto R. Meabe. Los representantes realizaron una declaración pública explicando los motivos de su retiro, sosteniendo que su decisión tenía como objeto evitar que se incluyeran en la Constitución normas referidas a la "reforma agraria", la "estatización de la economía", el "debilitamiento del derecho de propiedad" o la "monopolización de los servicios públicos", explicando que la mayoría de la Convención tenía la intención de reinstalar el artículo 40 de la Constitución peronista:

El sistema económico que se intentaba, copiado del tristemente famoso artículo 40 de la reforma de 1949, hubiera implicado no sólo reincidir en su ensayo totalitario que ya se hizo con funestas consecuencias, sino la rehabilitación histórica del gobierno depuesto.

Sobre el final de la Convención Constituyente de 1957 y ya sin quorum, el convencional socialista Alfredo Palacios, cuestionó a los constituyentes que se retiraban con las siguientes palabras:

Los que se han ido serán responsables ante el pueblo y ante la historia. Por hoy basta con el repudio de esta Asamblea y de sus propios compañeros; repudio terrible, Señor Presidente.
Alfredo Palacios

En la Convención Constituyente de 1994, el convencional justicialista César Arias hizo mención a esta finalización "por dispersión", calificándola de "vergüenza":

Fue una Convención Constituyente	que no pudo cumplir sus	objetivos porque terminó por dispersión, es decir, con el abandono	de sus bancas por parte de los	convencionales en una actitud vergonzosa, porque realmente era la vergüenza la que les impedía continuar en su cometido.
César Arias

El 29 de octubre el presidente de la Convención, el radical Ignacio Palacios Hidalgo, dio a conocer que al momento de la disolución, existía un proyecto del bloque mayoritario de proclamar presidente provisional al dictador Pedro Eugenio Aramburu.
El día 30 de octubre se realiza una sesión en minoría en la que se exhortó a los convencionales ausentes a regresar a sus bancas para finalizar el tratamiento de la agenda de reformas.
El 4 de noviembre se realiza una nueva sesión en minoría. En esta oportunidad varios convencionales presentan proyectos para traer a los miembros ausentes por la fuerza pública, tal como autorizaba a la minoría el artículo 5.º del reglamento del cuerpo (Jorge Albarracín Godoy, Aldo Emilio Tessio, Hernán Cortés, José Aguirre Cámara). Disgustado con los proyectos, se retiró de la sesión el presidente Palacios Hidalgo. Finalmente, sin nuevas sesiones, la Convención fue formalmente clausurada el 14 de noviembre.

## Debate sobre su legitimidad
Tanto la abolición de la Constitución de 1949, como la convocatoria a una convención constituyente por un dictador, fueron cuestionadas por diversas corrientes jurídicas y políticas. Adicionalmente, el resultado electoral puso en evidencia que una gran parte de la ciudadanía tampoco estaba de acuerdo. El debate sobre la legitimidad de la reforma electoral de 1957 comenzó en el instante mismo de la proclama de Aramburu aboliendo la constitución vigente, y se extendió hasta los tiempos presentes. Una vez recuperada la democracia en 1983, la reforma constitucional de 1994 saldó la fragilidad institucional que significaba permanecer con un texto constitucional al que amplios sectores no le reconocían legitimidad.
Los primeros cuestionamientos surgieron de los propios "constitucionalistas oficiales de la Revolución Libertadora": Sebastián Soler, Juan Antonio González Calderón y Carlos Sánchez Viamonte. El penalista demócrata progresista y procurador general de la Nación durante la dictadura, Sebastián Soler, dijo al respecto en la sesión de la Junta Consultiva del 6 de marzo de 1956:

Yo no era partidario de que se pusiera en vigencia la Constitución del 53 por una proclama del gobierno, y no lo era porque la opinión irrebatible para todos, hoy, es que el poder constituyente radica originariamente en el pueblo.
Sebastián Soler

El cuestionamiento de Soler fue compartido por Juan Antonio González Calderón y el socialista Carlos Sánchez Viamonte; este último llegó incluso a renunciar a la comisión asesora en la que había sido nombrado por la dictadura.
Al renunciar en 1956 como miembro de la Corte Suprema, el juez Jorge Vera Vallejo, nombrado por la Revolución Libertadora, explicó sus razones así:

Tomo especialmente en consideración, como juez de la Suprema Corte de Justicia -intérprete final y guardián de la Constitución-, el conflicto de conciencia que me crea dentro de mis sentimientos y temperamento el hecho de haber jurado al asumir el cargo [por la Constitución Nacional, incluidas la reformas de 1949] excluidas ahora... por otra vía que la preceptuada por la misma Constitución y limitada en toda su extensión por una amplia reserva sujeta al exclusivo criterio del gobierno provisional.
Jorge Vera Vallejo

El presidente constitucional derrocado, Juan Domingo Perón, cuestionó duramente en junio de 1957, la derogación de la reforma constitucional de 1949 y la convocatoria a elecciones de convencionales constituyentes:

El gobierno de Facto que usurpa el poder en la Argentina, se apresta a cambiar la Constitución de la República, mediante una farsa electoral. Anuncia que convocará a elecciones para una Asamblea Constituyente, pero omite decir que en esos comicios quedará excluida, por decisión tiránica de su voluntad, la fuerza política en que mili tan las tres cuartas partes del Pueblo Argentino. Pretende así, consumar el fraude más vergonzoso de toda la historia política del país... Por boca de dirigentes como los señores Balbín y Zavala Ortiz, algunos partidos minoritarios han anunciado que secundarán incondicionalmente la maniobra. Dirigentes de otros partidos, también minoritarios -como el del señor Solano Lima, han declarado en cambio que reclamarán se decrete la abstención de sus agrupaciones, -por la insanable nulidad, de una reforma de la Constitución efectuada bajo las restricciones antidemocráticas que la dictadura militar pretende imponer a la soberanía popular; Portavoces de otras agrupaciones políticas, igualmente minoritarias aunque de mayor volumen que las anteriores, como los señores Frondizi y Rodríguez Araya, han sostenido la ilicitud de la injerencia de los gobiernos de facto en la existencia y desenvolvimiento de los partidos políticos y su absoluta carencia de facultades para derogar la Constitución o introducir, válidamente, reformas...

 Se trata ahora de consumar un inicuo atentado contrala Carta Magna, para borrar de su texto los “Derechos del Trabajador* y las cláusulas que nacionalizaron los servicios, el subsuelo y el petróleo, para retomar a la explotación de los obreros y servir a la potencia colonialista cuyos intereses atiende, obsecuentemente, la Tiranía. “Para lograr este obscuro designio recurre al método típico de las oligarquías fraudulentas: la farsa electoral.

 [El Movimiento Peronista] Declara solemnemente que el Pueblo Argentino no reconocerá validez alguna a la pretendida reforma constitucional. El papel que salga de esa Asamblea bastarda y fraudulenta, no será jamás la Constitución de los argentinos. La Constitución Nacional de la República es y seguirá siendo la que sancionada en 1853 obtuvo posteriores reformas legítimas hasta culminar en la histórica Reforma de 1949, sancionada y reformada, en cada una de sus etapas, conforme a las exigencias de la propia Carta Magna y jurada, libremente, por los pueblos.

Al hacer esta solemne impugnación, el Movimiento Peronista declara que, ya sea en la contienda franca de la vida civil o en la lucha clandestina a que le obliga la Tiranía, librará, indeclinablemente, las batallas que fuesen necesarias hasta obtener la restauración constitucional.
Juan Domingo Perón

En tanto Alfredo Palacios, invocando la doctrina de los gobiernos de facto, aceptó que el general Aramburu aboliera la reforma constitucional de 1949 y  cuestionó que hubiera establecido la vigencia de la Constitución de 1853, negándole facultades para ello.
Arturo Sampay, padre de la Constitución de 1949, cuestionó principalmente la derogación del artículo 40:

Diremos algunas palabras sobre la suerte del mencionado artículo 40 de la reforma constitucional de 1949. Fue derogado el 27 de abril de 1956 por una proclama del gobierno de facto. Este gobierno había dictado, el 7 de diciembre de 1955, las Directivas Básicas de la Revolución Libertadora, cuyas disposiciones tenían fuerza de norma constitucional. Una de estas Directivas disponía: "crear sobre la base del respeto y la garantía a la propiedad privada, la condiciones propicias a la inversión de capitales extranjeros. Este precepto... es la contrafigura del artículo 40, pues su intención es garantir los bienes de los monopolios extranjeros, lo cual importa consagrar la impunidad de estos monopolios para explotar el país.
Arturo Sampay

En el Dictamen preliminar sobre reforma constitucional presentado en 1986 al presidente Raúl Alfonsín por el Consejo para la Consolidación de la Democracia, el consejero desarrollista Alfredo Vítolo se manifestó sobre la "legitimidad de la Constitución" en los siguientes términos:

El gobierno surgido de la revolución militar de 1955 derogó la Constitución reformada en 1949. Si bien esa derogación fue convalidada por la Convención de 1957, ésta había sido convocada al margen de las normas que la misma Constitución Nacional tiene prevista para sus reformas y ello fue impugnado por la mayoría de la ciudadanía.

Es notorio el vicio original de la decisión que derogó la Constitución de 1949 y que la mayoría de la ciudadanía se expresó contra esa decisión. En efecto, los resultados de la elección de Constituyente arrojaron 2.249.547 votos para la UCRI y 2.115.861 votos en blanco, propiciados por el peronismo, lo que totalizaba 4.365.408 votos -la mayoría- en contra de la decisión del gobierno provisional de convocar a la Convención Reformadora, frente a 4.299.648 votos -la minoría- correspondiente a la suma de los obtenidos por los partidos que apoyaban la Convocatoria. Por consiguiente la norma constitucional que nos rige está afectada en su legitimidad y legalidad. Aunque el tiempo y el acatamiento han convalidado la Constitución vigente, no caben dudas de la existencia de vicios importantes.
Alfredo Vítolo

Durante las sesiones de la reforma de 1994, el convencional constituyente justicialista Rodolfo Ponce de León, sostuvo que "la derogación por decreto de una constitución legítimamente sancionada es un acto que repele a toda conciencia jurídica honesta y que sin embargo fue disimulado, cuando no encubierto. La reforma de 1957, atrapada entre su ilegitimidad de origen y un sujeto constituyente amputado por la proscripción y la intolerancia no podía tener mejor destino".
Entre los dirigentes políticos, radicales como Oscar Alende y Oscar López Serrot, socialistas como Guillermo Estévez Boero y Juan Carlos Deghi, y laboristas como Cipriano Reyes, desconocieron la validez de la derogación de la Constitución realizada por la dictadura y la convocatoria a una convención constituyente. En 1956 el Comité Radical "Dr. Luis Dellepiane" de La Plata emitió un comunicado declarando que:

...no puede ser jamás facultad del Poder Ejecutivo la derogación de las normas constitucionales, como lo hace en su proclama del 1° de mayo de 1956. Sin que a ello obste que el P. E. por razones de hecho se halla abocado a la función legislativa de urgencia, por cuanto debe sujetarse invariablemente a la Constitución Nacional. La potestad de derogar una reforma constitucional compete privativamente a la Asamblea Constituyente.
Comité Radical "Dr. Luis Dellepiane" de La Plata

El jurista radical Jorge Reinaldo Vanossi analizó la proclama de 1956 y el decreto de convocatoria de 1957, del siguiente modo:

En nuestra opinión el decreto o "proclama" del 27 de abril de 1956 fue un acto de ejercicio del poder constituyente por vía autocrática y en etapa revolucionaria... El acto revolucionario de 1956 no pretendió, pues, encuadrarse en ningún plano de legitimidad constitucional preexistente, ya que implicó una abierta ruptura con el status normativo vigente hasta ese momento... Si adoptamos la terminología de Sánche Viamonte sobre este tema, podríamos afirmar que el acto de 1956 puso al poder constituyente argentino nuevamente en su etapa de primigeneidad, abriendo la posibilidad de poner en ulterior funcionamiento nuevos mecanismos de reforma de la norma así proclamada, sin necesidad de ajustarse a la letra del artículo 30 de la Constitución nacional restablecida.

Y así ocurrió, en efecto. El 12 de abril de 1957, el gobierno provisional dictó el decreto 3838, también invocando para ello el ejercicio de "poderes revolucionarios", con el objeto de declarar "necedsario considerar la reforma parcial de la Constitución de 1853, con las reformas de 1860, 1866 y 1898".
Jorge Reinaldo Vanossi

Al reinstalarse los órganos de la democracia constitucional en 1983, el Senador Saadi -poco tiempo después¬ presentó un proyecto tendiente a la restauración del texto de 1949.
En 1993 el sociólogo José Luis de Ímaz, partidario de la Revolución Libertadora, concluía en un artículo publicado en La Nación:

Hicimos un papelón mayúsculo, dos millones de votos en blanco ratificaron que si la convención convocada era dudosamente legal como que se originaba en un decreto de gobierno de facto, iba a resultar mucho más cuestionada en su legitimidad.
José Luis de Ímaz

El convencional constituyente justicialista Juan Bernardo Iturraspe sostuvo en los debates de la reforma de 1994 que:

La Convención de	1957 no	puede ser traída como un ejemplo por cuanto la mayoría del pueblo argentino estaba proscripto. Es lógico entonces que se	otorgaran muchas garantías a aquellos usurpadores del poder que llegaron a esa convención. No puede ejemplificarse justamente con una	convención que fracasó y que sólo pudo aprobar un artículo y un	inciso del artículo 67.	Es realmente un	mal precedente que se llevó a cabo en medio de un diluvio de votos en blanco.
Juan Bernardo Iturraspe

En sentido similar se pronunció en esa ocasión, el constitucionalista y convencional constituyente justicialista Ramón Torres Molina:

Existe también una ilegitimidad que deriva de la irrepresentatividad de esa Convención Constituyente de 1957, porque la mayoría del pueblo estaba proscripto y triunfó a través del voto en blanco que impugnó esa Convención. El bloque mayoritario de diputados convencionales se retiró de esa Convención impugnando su legalidad, y entonces, con quorum estricto, pudo funcionar y aprobar un artículo que es positivo y hace avanzar a nuestra Constitución y la moderniza, como es el artículo 14 bis. Sin embargo, esto no le quita la ilegitimidad que tuvo esa Convención Constituyente y no subsana el hecho de que ese artículo fue sancionado por una minoría.
Ramón Torres Molina

El jurista y exmiembro de la Corte Suprema Eugenio Raúl Zaffaroni cuestionó la derogación en los siguientes términos:

La flagrante contradicción del poder de facto se puso de manifiesto cuando el mismo poder que la borraba alegando defecto de votos populares en su convocatoria, sin ningún voto popular se atribuyó el poder preconstituyente que nadie le había concedido y convocó a una reforma en 1957... Su supresión autoritaria [de la reforma de 1949] fue un capítulo más de una decisión hegemónica planetaria.
Eugenio Raúl Zaffaroni

## Consecuencias históricas
Dice la historiadora María Celina Fares que "el fracaso de la Convención del ‘57 es referido ampliamente por fuentes primarias y secundarias". Como se detalla en la sección "Debate sobre su legitimidad", a la reforma constitucional de 1957 nunca se le reconoció una legitimidad plena. El hecho de que el electorado peronista haya tenido prohibido participar de la misma, de que el voto en blanco al que recurrió haya obtenido la primera minoría y que la UCRI haya sostenido su nulidad retirándose de la Convención, la hizo poco representativa del pueblo argentino. 
Por otra parte la antigüedad de la Constitución Argentina de 1853 y sus evidentes insuficiencias para atender necesidades de gobierno en la segunda mitad del siglo XX, fue tan ampliamente reconocida, que en cierto modo la Constitución misma perdió importancia relativa. La gran cantidad de asonadas militares y gobiernos de facto desde entonces hasta 1983 son una demostración de su limitada funcionalidad.
Algunas de sus insuficiencias fueron compensadas con otras reformas constitucionales de facto, como el voto directo o el balotaje. Otras, como la igualdad de la mujer con el hombre debieron esperar décadas para ser reconocidas. La ancianidad nunca más volvió a tener estatus constitucional, y sus derechos, como sector, fueron unos de los más avasallados en las siguientes décadas. La falta de normas constitucionales sobre la intervención del Estado en la economía permitió que diversos gobiernos cambiaran completamente, a veces por simples decretos presidenciales, la organización económica y la ubicación del Estado en ella, con gran daño de la estabilidad y la seguridad jurídica.
Se ha dicho que lo que ha justificado históricamente a la Convención Constituyente de 1957 es el artículo 14 bis. Es cierto que el mismo estuvo cerca de no ser tratado, junto con todas las demás reformas propuestas. También es cierto que el artículo 14 bis demostró tener una considerable vitalidad y permitió el desarrollo de una legislación laboral y una práctica jurisprudencial considerablemente protectora del trabajo.